# Артемий (Радосавлевич)
Ма́рко Радосавле́вич (серб. Марко Радосављевић, в монашестве — Арте́мий; 15 января 1935, Лелич, Валево — 21 ноября 2020, Валево) — лишённый сана и монашества епископ Сербской православной церкви, бывший епископ Рашско-Призренский (1991—2010), патролог, специалист по Максиму Исповеднику. Именовал себя главой «Рашко-Призренской епархии в изгнании».

## Биография
Родился 15 января 1935 года в Леличе близ Валева в семье Веселина и Косаны. Ещё школьником выказывал интерес к народной литературе. Учил наизусть и многие страницы Священного Писания, и многочисленные богослужебные песнопения, и другие священные тексты. Во время Второй мировой войны с примерными успехами завершил начальную школу в родном Леличе.
На его жизненное определение всего повлияли образы и впечатления, вынесенные в раннем детстве с богослужений и церковных праздников, на которые он ходил вместе с родителями.
Успешно окончив Низшую гимназию в Валеве, Марко, по желанию родителей и благословению архимандрита Иустина (Поповича) поступил в Православную семинарию Святого Саввы в Белграде.
В 1960 году поступил на Православный богословский факультет Белградского университета. 20 ноября того же года в монастыре Челие, архимандритом Иустином (Поповичем) был пострижен в монашество с именем Артемий в честь великомученика Артемия. (по другим данным принял монашество 23 июня 1959 года день памяти преподобного Петра Коришского, чьи мощи хранились когда-то в Чернорецкой обители; возможно это дата его пострижения в рясофор).
В 1964 году по окончании богословского факультета рукоположён в сан иеродиакона епископом Шабацко-Валевским Иоанном (Велимировичем) и по решению Святейшего Архиерейского Синода СПЦ направлен в Монастырь Крка преподавателем вновь открытой Семинарии Трёх Святителей.
На Михайлов день 1964 года в Монастыре Крка епископом Далматинским Стефаном (Боцей) был рукоположён в сан иеромонаха.
В 1968 году он поехал для прохождения аспирантуры сначала в Париж, затем поступил на богословский факультет Афинского университета, который окончил, защитив докторскую диссертацию на тему «Тайна спасения по святому Максиму Исповеднику» (греч. «Τὸ Μυστήριον τῆς Σωτηρίας κατὰ τὸν Ἅγιον Μάξιμον τὸν Ὁμολογητήν»)
По возвращении из Греции в 1977 году он был назначен профессором Семинарии святых Кирилла и Мефодия в Призрене.
В июне 1978 года он оставил преподавание в Призренской семинарии и отправился в Свято-архангельскую обитель преподобного Иоанникия Девичского на Чёрной Реке, где находятся святые и нетленные мощи преподобного Петра Коришского. Много потрудился для восстановления запустелого монастыря из руин. На ослике перевозил по горной тропе строительные материалы. Иеромонаху Артемию удавалось одному выполнять некоторые работы, требующие и больше рук и больше строительного умения. При этом он не оставлял и не сокращал монашеское правило.

### Епископское служение
В мае 1991 года Архиерейским собором Сербской православной церкви был избран епископом Рашско-Призренским и Косовско-Метохийским. 23 июня в Печском патриаршем монастыре состоялась его епископская хиротония.
13 февраля 2010 года Священный синод Сербской православной церкви принял решение приступить к процедуре определения канонической ответственности епископа Артемия за финансовую ситуацию в Рашско-Призренской епархии и освободить его от управления епархией до завершения этой процедуры. 4 мая 2010 года Архиерейский собор Сербской православной церкви большинством голосов почислил епископа Артемия на покой. Как сообщала сербская газета «Политика», решение о почислении Артемия на покой далось Архиерейскому собору с большим трудом. Среди его участников были как сторонники резких решений относительно владыки, так и иерархи, придерживающиеся мнения, что Священный синод не имел полномочий для отстранения епископа от управления кафедрой.
В ноябре 2010 года Артемий предпринял неудачную попытку захвата власти в Рашко-Призренской епархии, носившую характер авантюры, заведомо обречённой на провал, за что 19 ноября на Архиерейском соборе Сербской православной церкви лишён сана и возвращён в чин монахов. Многократно заявлял, что решение лишить его епископского сана оценивает как неканоническое и не имеющее веса, как и предшествующие решения церковных властей, принятые по его делу, а свою Рашско-Призренскую епархию рассматривает как неканонически узурпированную.
16 февраля 2011 года Синод Сербской церкви направил уведомления о лишении Артемия сана главам Поместных православных церквей, а 14 апреля принял решение опубликовать полученные ответы от предстоятелей Поместных церквей.
В связи с вероятностью его отлучения от Церкви в мае 2011 года заявил, что не признает этого решения.
В июне 2011 года получил предложение присоединиться к греческому «хризостомовскому» старостильному Синоду и возглавить принадлежащие этой юрисдикции приходы в Сербии.
Сторонники епископа Артемия быстро распространились по территории Сербии, и его юрисдикция стала крупнейшей и наиболее влиятельной юрисдикцией неканонического православия в стране. К середине 2013 года действовали несколько храмов (в Люляциме, Ариле), в 15 местах в Сербии, а также в нескольких приходах в Косове, проводятся регулярные богослужения. Всего под юрисдикцией епископа Артемия находятся более трёх десятков священников.
28 мая 2015 года Архиерейский собор Сербского патриархата предъявил монаху Артемию ультиматум о покаянии и возвращении в лоно канонической церкви, в противном случае пригрозив усилить канонические прещения. Артемий с этим не согласился, тогда Собор принял решение об отлучении от церкви.
В течение 2017 года в его отношении шёл судебный процесс в связи с растратой церковного имущества.